# CEV Champions League 2010–2011 (damer)
CEV Champions League 2010-2011 var den 51:a upplagan av volleybolltävlingen CEV Champions League. Tävlingen genomfördes mellan 23 november 2010 och 20 mars 2011 och hade 20 deltagande lag från CEV:s medlemsförbund. Finalspelet genomfördes i Istanbul, Turkiet. VakıfBank Güneş Sigorta SK vann tävlingen för första gången genom att vinna över Rabita Baku i finalen.

## Kvalificering
2010-2011 års upplaga deltog med 20 lag från  CEV:s 54 medlemsförbund. Varje förbund var berättigat att delta med ett visst antal klubbar baserat på CEV:s årliga ranking. Förbund med högre koefficient hade fler klubbar än de med lägre poäng. Det maximala antalet lag för varje nation var tre. Antalet lag per förbund baserat på dess ranking 2010:
- Position 1 ( Italien): tre lag
- Position 2-4 ( Ryssland,  Frankrike,  Polen,  Turkiet): två lag
- Position 5-7 ( Kroatien,  Rumänien,  Serbien,  Spanien,  Schweiz): ett lag

Azerbajdjan, Polen, Tjeckien och Turkiet fick wild cards.

## Deltagande lag
| - CV Aguere - OK Röda stjärnan Belgrad - Rabita Baku - Volley Bergamo - BKS Stal Bielsko-Biała - CS Dinamo București - RC Cannes - Eczacıbaşı SK - Fenerbahçe SK - Vakıfbank GS | - Budowlani Łódź - ZHVK Dinamo Moskva - ASPTT Mulhouse - MKS Muszyna - VK Zaretje Odintsovo - Robursport Volley Pesaro - VK Prostějov - ŽOK Split 1700 - Gruppo Sportivo Oratorio Pallavolo Femminile Villa Cortese - Voléro Zürich |

## Gruppspelsfasen

### Grupper
| Grupp A                                                                | Grupp B                                                        | Grupp C                                              | Grupp D                                                                                          | Grupp E                                                                         |
| ---------------------------------------------------------------------- | -------------------------------------------------------------- | ---------------------------------------------------- | ------------------------------------------------------------------------------------------------ | ------------------------------------------------------------------------------- |
| OK Röda stjärnan Belgrad Vakıfbank GS MKS Muszyna VK Zaretje Odintsovo | Volley Bergamo Fenerbahçe SK ZHVK Dinamo Moskva ŽOK Split 1700 | CV Aguere Eczacıbaşı SK ASPTT Mulhouse Voléro Zürich | RC Cannes Budowlani Łódź VK Prostějov Gruppo Sportivo Oratorio Pallavolo Femminile Villa Cortese | Rabita Baku BKS Stal Bielsko-Biała CS Dinamo București Robursport Volley Pesaro |

### Grupp A

#### Resultat
| Datum    | Mellan                                          | Resultat | Set   | Set   | Set   | Set   | Set   | Poäng totalt | Speltid | Åskådare |
| Datum    | Mellan                                          | Resultat | 1     | 2     | 3     | 4     | 5     | Poäng totalt | Speltid | Åskådare |
| -------- | ----------------------------------------------- | -------- | ----- | ----- | ----- | ----- | ----- | ------------ | ------- | -------- |
| 23-11-10 | OK Röda stjärnan Belgrad - Vakıfbank GS         | 2 - 3    | 19:25 | 25:19 | 25:19 | 23:25 | 10:15 | 102 - 103    | 2h:06   | 1.400    |
| 25-11-10 | MKS Muszyna - VK Zaretje Odintsovo              | 2 - 3    | 25:10 | 25:16 | 22:25 | 17:25 | 7:15  | 96 - 91      | 1h:52   | 1.100    |
| 01-12-10 | VK Zaretje Odintsovo - OK Röda stjärnan Belgrad | 3 - 1    | 26:24 | 25:22 | 16:25 | 25:12 |       | 92 - 83      | 1h:50   | 1.050    |
| 01-12-10 | Vakıfbank GS - MKS Muszyna                      | 3 - 1    | 25:16 | 22:25 | 25:14 | 26:24 |       | 98 - 79      | 1h:53   | 1.115    |
| 07-12-10 | OK Röda stjärnan Belgrad - MKS Muszyna          | 1 - 3    | 9:25  | 27:25 | 20:25 | 20:25 |       | 76 - 100     | 1h:46   | 1.200    |
| 08-12-10 | Vakıfbank GS - VK Zaretje Odintsovo             | 3 - 0    | 28:26 | 25:18 | 25:9  |       |       | 78 - 53      | 1h:12   | 1.117    |
| 15-12-10 | VK Zaretje Odintsovo - Vakıfbank GS             | 2 - 3    | 25:23 | 18:25 | 18:25 | 25:22 | 8:15  | 94 - 110     | 1h:54   | 1.000    |
| 16-12-10 | MKS Muszyna - OK Röda stjärnan Belgrad          | 3 - 1    | 25:20 | 25:21 | 23:25 | 25:14 |       | 98 - 80      | 1h:38   | 1.100    |
| 04-01-11 | OK Röda stjärnan Belgrad - VK Zaretje Odintsovo | 2 - 3    | 25:23 | 16:25 | 11:25 | 25:18 | 11:15 | 88 - 106     | 1h:43   | 1.023    |
| 06-01-11 | MKS Muszyna - Vakıfbank GS                      | 1 - 3    | 25:23 | 20:25 | 14:25 | 14:25 |       | 73 - 98      | 1h:40   | 800      |
| 11-01-11 | VK Zaretje Odintsovo - MKS Muszyna              | 2 - 3    | 25:19 | 25:18 | 14:25 | 27:29 | 11:15 | 102 - 106    | 1h:53   | 950      |
| 11-01-11 | Vakıfbank GS - OK Röda stjärnan Belgrad         | 3 - 0    | 25:8  | 25:15 | 25:16 |       |       | 75 - 39      | 1h:00   | 1.037    |

#### Sluttabell
| Pos | Lag                      | Poäng | Matcher | Matcher | Matcher   | Set   | Set       | Kvot  | Poäng | Poäng     | Kvot  |
| Pos | Lag                      | Poäng | Spelade | Vunna   | Förlorade | Vunna | Förlorade | Kvot  | Vunna | Förlorade | Kvot  |
| --- | ------------------------ | ----- | ------- | ------- | --------- | ----- | --------- | ----- | ----- | --------- | ----- |
| 1   | Vakıfbank GS             | 16    | 6       | 6       | 0         | 18    | 6         | 3.000 | 562   | 440       | 1.277 |
| 2   | MKS Muszyna              | 9     | 6       | 3       | 3         | 13    | 13        | 1.000 | 552   | 545       | 1.012 |
| 3   | VK Zaretje Odintsovo     | 9     | 6       | 3       | 3         | 13    | 14        | 0.928 | 538   | 561       | 0.959 |
| 4   | OK Röda stjärnan Belgrad | 2     | 6       | 0       | 6         | 7     | 18        | 0.388 | 468   | 574       | 0.815 |

### Grupp B

#### Resultat
| Datum    | Mellan                              | Resultat | Set   | Set   | Set   | Set   | Set | Poäng totalt | Speltid | Åskådare |
| Datum    | Mellan                              | Resultat | 1     | 2     | 3     | 4     | 5   | Poäng totalt | Speltid | Åskådare |
| -------- | ----------------------------------- | -------- | ----- | ----- | ----- | ----- | --- | ------------ | ------- | -------- |
| 25-11-10 | ZHVK Dinamo Moskva - ŽOK Split 1700 | 3 - 0    | 25:15 | 25:15 | 25:16 |       |     | 75 - 46      | 1h:13   | 1.400    |
| 25-11-10 | Fenerbahçe SK - Volley Bergamo      | 3 - 0    | 26:24 | 25:23 | 25:18 |       |     | 76 - 65      | 1h:23   | 3.600    |
| 30-11-10 | ŽOK Split 1700 - Fenerbahçe SK      | 0 - 3    | 16:25 | 15:25 | 13:25 |       |     | 44 - 75      | 1h:12   | 825      |
| 02-12-10 | Volley Bergamo - ZHVK Dinamo Moskva | 1 - 3    | 17:25 | 28:26 | 17:25 | 22:25 |     | 84 - 101     | 1h:49   | 1.120    |
| 07-12-10 | ŽOK Split 1700 - Volley Bergamo     | 1 - 3    | 26:24 | 18:25 | 11:25 | 21:25 |     | 76 - 99      | 1h:43   | 2.200    |
| 08-12-10 | ZHVK Dinamo Moskva - Fenerbahçe SK  | 3 - 0    | 25:16 | 25:21 | 25:17 |       |     | 75 - 54      | 1h:24   | 1.900    |
| 13-12-10 | Volley Bergamo - ŽOK Split 1700     | 3 - 0    | 25:14 | 25:18 | 25:13 |       |     | 75 - 45      | 1h:02   | 1.085    |
| 13-12-10 | Fenerbahçe SK - ZHVK Dinamo Moskva  | 3 - 0    | 25:14 | 25:15 | 25:15 |       |     | 75 - 44      | 1h:10   | 4.100    |
| 06-01-11 | Fenerbahçe SK - ŽOK Split 1700      | 3 - 0    | 25:10 | 25:11 | 25:13 |       |     | 75 - 34      | 0h:55   | 3.000    |
| 06-01-11 | ZHVK Dinamo Moskva - Volley Bergamo | 3 - 0    | 25:22 | 25:18 | 25:16 |       |     | 75 - 56      | 1h:04   | 1500     |
| 11-01-11 | Volley Bergamo - Fenerbahçe SK      | 0 - 3    | 13:25 | 23:25 | 19:25 |       |     | 55 - 75      | 1h:13   | 1.274    |
| 11-01-11 | ŽOK Split 1700 - ZHVK Dinamo Moskva | 0 - 3    | 7:25  | 12:25 | 11:25 |       |     | 30 - 75      | 0h:55   | 850      |

#### Sluttabell
| Pos | Lag                | Poäng | Matcher | Matcher | Matcher   | Set   | Set       | Kvot  | Poäng | Poäng     | Kvot  |
| Pos | Lag                | Poäng | Spelade | Vunna   | Förlorade | Vunna | Förlorade | Kvot  | Vunna | Förlorade | Kvot  |
| --- | ------------------ | ----- | ------- | ------- | --------- | ----- | --------- | ----- | ----- | --------- | ----- |
| 1   | Fenerbahçe SK      | 15    | 6       | 5       | 1         | 15    | 3         | 5.000 | 430   | 317       | 1.356 |
| 2   | ZHVK Dinamo Moskva | 15    | 6       | 5       | 1         | 15    | 4         | 3.750 | 445   | 345       | 1.289 |
| 3   | Volley Bergamo     | 6     | 6       | 2       | 4         | 7     | 13        | 0.538 | 434   | 448       | 0.968 |
| 4   | ŽOK Split 1700     | 0     | 6       | 0       | 6         | 1     | 18        | 0.055 | 275   | 474       | 0.580 |

### Grupp C

#### Resultat
| Datum    | Mellan                         | Resultat | Set   | Set   | Set   | Set   | Set   | Poäng totalt | Speltid | Åskådare |
| Datum    | Mellan                         | Resultat | 1     | 2     | 3     | 4     | 5     | Poäng totalt | Speltid | Åskådare |
| -------- | ------------------------------ | -------- | ----- | ----- | ----- | ----- | ----- | ------------ | ------- | -------- |
| 23-11-10 | ASPTT Mulhouse - CV Aguere     | 3 - 0    | 25:18 | 25:21 | 25:18 |       |       | 75 - 57      | 1h:12   | 2.800    |
| 24-11-10 | Eczacıbaşı SK - Voléro Zürich  | 3 - 1    | 22:25 | 25:20 | 25:9  | 25:19 |       | 97 - 73      | 1h:48   | 1.100    |
| 01-12-10 | CV Aguere - Eczacıbaşı SK      | 1 - 3    | 17:25 | 25:22 | 17:25 | 20:25 |       | 79 - 97      | 1h:45   | 450      |
| 01-12-10 | Voléro Zürich - ASPTT Mulhouse | 3 - 1    | 25:16 | 16:25 | 25:15 | 25:19 |       | 91 - 75      | 1h:45   | 920      |
| 08-12-10 | Eczacıbaşı SK - ASPTT Mulhouse | 3 - 0    | 25:15 | 26:24 | 25:20 |       |       | 76 - 59      | 1h:11   | 950      |
| 08-12-10 | Voléro Zürich - CV Aguere      | 3 - 1    | 22:25 | 25:18 | 25:16 | 25:11 |       | 97 - 70      | 1h:30   | 790      |
| 15-12-10 | CV Aguere - Voléro Zürich      | 0 - 3    | 15:25 | 19:25 | 20:25 |       |       | 54 - 75      | 1h:20   | 300      |
| 16-12-10 | ASPTT Mulhouse - Eczacıbaşı SK | 0 - 3    | 23:25 | 20:25 | 23:25 |       |       | 66 - 75      | 1h:19   | 2.200    |
| 04-01-11 | ASPTT Mulhouse - Voléro Zürich | 1 - 3    | 18:25 | 23:25 | 25:18 | 19:25 |       | 85 - 93      | 1h:43   | 2.600    |
| 06-01-11 | Eczacıbaşı SK - CV Aguere      | 3 - 0    | 25:19 | 25:11 | 25:12 |       |       | 75 - 42      | 1h:04   | 1.200    |
| 11-01-11 | CV Aguere - ASPTT Mulhouse     | 0 - 3    | 15:25 | 17:25 | 14:25 |       |       | 46 - 75      | 1h:04   | 250      |
| 11-01-11 | Voléro Zürich - Eczacıbaşı SK  | 3 - 2    | 25:19 | 23:25 | 25:23 | 9:25  | 15:13 | 97 - 105     | 1h:56   | 1.130    |

#### Sluttabell
| Pos | Lag            | Poäng | Matcher | Matcher | Matcher   | Set   | Set       | Kvot  | Poäng | Poäng     | Kvot  |
| Pos | Lag            | Poäng | Spelade | Vunna   | Förlorade | Vunna | Förlorade | Kvot  | Vunna | Förlorade | Kvot  |
| --- | -------------- | ----- | ------- | ------- | --------- | ----- | --------- | ----- | ----- | --------- | ----- |
| 1   | Eczacıbaşı SK  | 16    | 6       | 5       | 1         | 17    | 5         | 3.400 | 525   | 416       | 1.262 |
| 2   | Voléro Zürich  | 14    | 6       | 5       | 1         | 16    | 8         | 2.000 | 526   | 486       | 1.082 |
| 3   | ASPTT Mulhouse | 6     | 6       | 2       | 4         | 8     | 12        | 0.667 | 435   | 438       | 0.993 |
| 4   | CV Aguere      | 0     | 6       | 0       | 6         | 2     | 18        | 0.111 | 348   | 494       | 0.704 |

### Grupp D

#### Resultat
| Datum    | Mellan                                                                      | Resultat | Set   | Set   | Set   | Set   | Set   | Poäng totalt | Speltid | Åskådare |
| Datum    | Mellan                                                                      | Resultat | 1     | 2     | 3     | 4     | 5     | Poäng totalt | Speltid | Åskådare |
| -------- | --------------------------------------------------------------------------- | -------- | ----- | ----- | ----- | ----- | ----- | ------------ | ------- | -------- |
| 23-11-10 | Budowlani Łódź - Gruppo Sportivo Oratorio Pallavolo Femminile Villa Cortese | 1 - 3    | 19:25 | 17:25 | 25:16 | 15:25 |       | 76 - 91      | 1h:39   | 4.000    |
| 25-11-10 | VK Prostějov - RC Cannes                                                    | 1 - 3    | 22:25 | 24:26 | 25:21 | 16:25 |       | 87 - 97      | 2h:00   | 1.389    |
| 30-11-10 | Gruppo Sportivo Oratorio Pallavolo Femminile Villa Cortese - VK Prostějov   | 3 - 0    | 25:19 | 25:23 | 30:28 |       |       | 80 - 70      | 1h:36   | 850      |
| 30-11-10 | RC Cannes - Budowlani Łódź                                                  | 3 - 0    | 25:12 | 25:22 | 26:24 |       |       | 76 - 58      | 1h:23   | 2.500    |
| 09-12-10 | VK Prostějov - Budowlani Łódź                                               | 3 - 0    | 25:17 | 25:15 | 25:21 |       |       | 75 - 53      | 1h:16   | 1.300    |
| 09-12-10 | RC Cannes - Gruppo Sportivo Oratorio Pallavolo Femminile Villa Cortese      | 3 - 2    | 25:22 | 18:25 | 20:25 | 25:13 | 20:18 | 108 - 103    | 2h:00   | 3.000    |
| 14-12-10 | Budowlani Łódź - VK Prostějov                                               | 3 - 2    | 16:25 | 20:25 | 29:27 | 28:26 | 15:11 | 108 - 114    | 2h:15   | 2.100    |
| 15-12-10 | Gruppo Sportivo Oratorio Pallavolo Femminile Villa Cortese - RC Cannes      | 3 - 1    | 15:25 | 25:18 | 25:18 | 25:21 |       | 90 - 82      | 1h:39   | 1.100    |
| 04-01-11 | Budowlani Łódź - RC Cannes                                                  | 0 - 3    | 18:25 | 22:25 | 16:25 |       |       | 56 - 75      | 1h:07   | 1.250    |
| 05-01-11 | VK Prostějov - Gruppo Sportivo Oratorio Pallavolo Femminile Villa Cortese   | 3 - 0    | 25:21 | 25:19 | 25:19 |       |       | 75 - 59      | 1h:11   | 1.200    |
| 11-01-11 | Gruppo Sportivo Oratorio Pallavolo Femminile Villa Cortese - Budowlani Łódź | 3 - 1    | 18:25 | 25:19 | 25:15 | 25:21 |       | 93 - 80      | 1h:45   | 750      |
| 11-01-11 | RC Cannes - VK Prostějov                                                    | 2 - 3    | 25:13 | 22:25 | 21:25 | 25:17 | 13:15 | 106 - 95     | 1h:46   | 2.500    |

#### Sluttabell
| Pos | Lag                                                        | Poäng | Matcher | Matcher | Matcher   | Set   | Set       | Kvot  | Poäng | Poäng     | Kvot  |
| Pos | Lag                                                        | Poäng | Spelade | Vunna   | Förlorade | Vunna | Förlorade | Kvot  | Vunna | Förlorade | Kvot  |
| --- | ---------------------------------------------------------- | ----- | ------- | ------- | --------- | ----- | --------- | ----- | ----- | --------- | ----- |
| 1   | Gruppo Sportivo Oratorio Pallavolo Femminile Villa Cortese | 13    | 6       | 4       | 2         | 14    | 9         | 1.555 | 516   | 491       | 1.050 |
| 2   | RC Cannes                                                  | 12    | 6       | 4       | 2         | 15    | 9         | 1.666 | 544   | 489       | 1.112 |
| 3   | VK Prostějov                                               | 9     | 6       | 3       | 3         | 12    | 11        | 1.090 | 516   | 503       | 1.025 |
| 4   | Budowlani Łódź                                             | 2     | 6       | 1       | 5         | 5     | 17        | 0.294 | 431   | 524       | 0.822 |

### Grupp E

#### Resultat
| Datum    | Mellan                                            | Resultat | Set   | Set   | Set   | Set   | Set   | Poäng totalt | Speltid | Åskådare |
| Datum    | Mellan                                            | Resultat | 1     | 2     | 3     | 4     | 5     | Poäng totalt | Speltid | Åskådare |
| -------- | ------------------------------------------------- | -------- | ----- | ----- | ----- | ----- | ----- | ------------ | ------- | -------- |
| 24-11-10 | Robursport Volley Pesaro - BKS Stal Bielsko-Biała | 3 - 2    | 23:25 | 25:22 | 25:20 | 19:25 | 15:12 | 107 - 104    | 2h:15   | 1.200    |
| 24-11-10 | CS Dinamo București - Rabita Baku                 | 0 - 3    | 18:25 | 22:25 | 20:25 |       |       | 60 - 75      | 1h:18   | 2.000    |
| 30-11-10 | BKS Stal Bielsko-Biała - CS Dinamo București      | 3 - 2    | 24:26 | 25:19 | 34:36 | 25:16 | 15:7  | 123 - 104    | 2h:19   | 1.200    |
| 02-12-10 | Rabita Baku - Robursport Volley Pesaro            | 3 - 1    | 25:19 | 25:23 | 23:25 | 25:21 |       | 98 - 88      | 1h:50   | 1.900    |
| 08-12-10 | Robursport Volley Pesaro - CS Dinamo București    | 3 - 0    | 25:22 | 25:19 | 25:15 |       |       | 75 - 56      | 1h:08   | 1.100    |
| 09-12-10 | BKS Stal Bielsko-Biała - Rabita Baku              | 3 - 2    | 25:21 | 21:25 | 25:18 | 20:25 | 15:13 | 106 - 102    | 2h:01   | 1.200    |
| 14-12-10 | CS Dinamo București - Robursport Volley Pesaro    | 0 - 3    | 12:25 | 20:25 | 21:25 |       |       | 53 - 75      | 1h:04   | 1.000    |
| 16-12-10 | Rabita Baku - BKS Stal Bielsko-Biała              | 3 - 0    | 25:13 | 25:23 | 25:12 |       |       | 75 - 48      | 1h:09   | 2.500    |
| 05-01-11 | CS Dinamo București - BKS Stal Bielsko-Biała      | 1 - 3    | 16:25 | 21:25 | 27:25 | 19:25 |       | 83 - 100     | 1h:40   | 843      |
| 06-01-11 | Robursport Volley Pesaro - Rabita Baku            | 3 - 2    | 20:25 | 25:21 | 25:19 | 23:25 | 15:6  | 108 - 96     | 1h:49   | 1.070    |
| 11-01-11 | Rabita Baku - CS Dinamo București                 | 3 - 0    | 25:18 | 25:16 | 25:14 |       |       | 75 - 48      | 1h:03   | 2.600    |
| 11-01-11 | BKS Stal Bielsko-Biała - Robursport Volley Pesaro | 2 - 3    | 25:21 | 12:25 | 21:25 | 25:21 | 11:15 | 94 - 107     | 1h:49   | 1.800    |

#### Sluttabell
| Pos | Lag                      | Poäng | Matcher | Matcher | Matcher   | Set   | Set       | Kvot  | Poäng | Poäng     | Kvot  |
| Pos | Lag                      | Poäng | Spelade | Vunna   | Förlorade | Vunna | Förlorade | Kvot  | Vunna | Förlorade | Kvot  |
| --- | ------------------------ | ----- | ------- | ------- | --------- | ----- | --------- | ----- | ----- | --------- | ----- |
| 1   | Rabita Baku              | 14    | 6       | 4       | 2         | 16    | 7         | 2.285 | 521   | 458       | 1.137 |
| 2   | Robursport Volley Pesaro | 12    | 6       | 5       | 1         | 16    | 9         | 1.777 | 652   | 501       | 1.301 |
| 3   | BKS Stal Bielsko-Biała   | 9     | 6       | 3       | 3         | 13    | 14        | 0.928 | 575   | 578       | 0.994 |
| 4   | CS Dinamo București      | 1     | 6       | 0       | 6         | 3     | 18        | 0.166 | 404   | 523       | 0.772 |

## Tolftedelsfinal
Dragningarna av tolftedelsfinalerna ägde rum den 14 januari 2011 i  Luxemburg, Luxemburg i närvaro av den verkställande kommittén för  CEV. Vid detta tillfälle valdes även den turkiska staden Istanbul som arrangör av finapspelet (semifinaler och final). Därigenom direktkvalificerade sig  Fenerbahçe SK, vinnare av grupp B, för semifinal. Lagets plats i lottningen togs av den tredje bästa trean VK Zaretje Odintsovo, från grupp A.

### Match 1 - Resultat
| Datum    | Mellan                                                                   | Resultat | Set   | Set   | Set   | Set   | Set   | Poäng totalt | Speltid | Åskådare |
| Datum    | Mellan                                                                   | Resultat | 1     | 2     | 3     | 4     | 5     | Poäng totalt | Speltid | Åskådare |
| -------- | ------------------------------------------------------------------------ | -------- | ----- | ----- | ----- | ----- | ----- | ------------ | ------- | -------- |
| 01-02-11 | RC Cannes - Eczacıbaşı SK                                                | 0 - 3    | 20:25 | 20:25 | 22:25 |       |       | 62 - 75      | 1h:18   | 3.000    |
| 01-02-11 | BKS Stal Bielsko-Biała - Vakıfbank GS                                    | 1 - 3    | 18:25 | 25:22 | 18:25 | 21:25 |       | 82 - 97      | 1h:38   | 1.300    |
| 03-02-11 | MKS Muszyna - Gruppo Sportivo Oratorio Pallavolo Femminile Villa Cortese | 3 - 2    | 25:16 | 26:24 | 23:25 | 21:25 | 16:14 | 111 - 104    | 2h:00   | 950      |
| 03-02-11 | VK Prostějov - Rabita Baku                                               | 3 - 2    | 19:25 | 25:22 | 25:19 | 23:25 | 21:19 | 113 - 110    | 2h:19   | 1.800    |
| 03-02-11 | VK Zaretje Odintsovo - Voléro Zürich                                     | 3 - 0    | 25:21 | 25:15 | 25:18 |       |       | 75 - 54      | 1h:08   | 1.500    |
| 03-02-11 | Robursport Volley Pesaro - ZHVK Dinamo Moskva                            | 3 - 2    | 19:25 | 25:14 | 19:25 | 27:25 | 15:10 | 105 - 99     | 1h:53   | 1.800    |

### Match 2 - Resultat
| Datum    | Mellan                                                                   | Resultat | Set   | Set   | Set   | Set   | Set   | Poäng totalt | Speltid | Åskådare |
| Datum    | Mellan                                                                   | Resultat | 1     | 2     | 3     | 4     | 5     | Poäng totalt | Speltid | Åskådare |
| -------- | ------------------------------------------------------------------------ | -------- | ----- | ----- | ----- | ----- | ----- | ------------ | ------- | -------- |
| 09-02-11 | Eczacıbaşı SK - RC Cannes                                                | 3 - 0    | 25:21 | 25:14 | 25:21 |       |       | 75 - 56      | 1h:14   | 3.730    |
| 09-02-11 | Gruppo Sportivo Oratorio Pallavolo Femminile Villa Cortese - MKS Muszyna | 3 - 2    | 25:23 | 18:25 | 25:19 | 8:25  | 17:15 | 93 - 107     | 2h:04   | 1.250    |
| 09-02-11 | Voléro Zürich - VK Zaretje Odintsovo                                     | 3 - 0    | 25:22 | 25:22 | 25:21 |       |       | 75 - 65      | 1h:21   | 1.200    |
| 10-02-11 | Vakıfbank GS - BKS Stal Bielsko-Biała                                    | 3 - 1    | 22:25 | 25:20 | 25:21 | 25:18 |       | 97 - 84      | 1h:41   | 1.717    |
| 10-02-11 | Rabita Baku - VK Prostějov                                               | 3 - 0    | 25:21 | 25:23 | 25:19 |       |       | 75 - 63      | 1h:14   | 2.700    |
| 10-02-11 | ZHVK Dinamo Moskva - Robursport Volley Pesaro                            | 2 - 3    | 17:25 | 25:19 | 28:26 | 12:25 | 8:15  | 90 - 110     | 1h:46   | 1.800    |

### Kvalificerade lag
- Rabita Baku[2]
- Eczacıbaşı SK
- Vakıfbank GS
- MKS Muszyna[3]
- Robursport Volley Pesaro
- Voléro Zürich[4]

## Spel om semifinalplatser

### Match 1 - Resultat
| Datum    | Mellan                                   | Resultat | Set   | Set   | Set   | Set   | Set | Poäng totalt | Speltid | Åskådare |
| Datum    | Mellan                                   | Resultat | 1     | 2     | 3     | 4     | 5   | Poäng totalt | Speltid | Åskådare |
| -------- | ---------------------------------------- | -------- | ----- | ----- | ----- | ----- | --- | ------------ | ------- | -------- |
| 23-02-11 | Voléro Zürich - Robursport Volley Pesaro | 1 - 3    | 27:25 | 20:25 | 20:25 | 20:25 |     | 87 - 100     | 1h:45   | 1.450    |
| 23-02-11 | Eczacıbaşı SK - Vakıfbank GS             | 0 - 3    | 21:25 | 20:25 | 22:25 |       |     | 63 - 75      | 1h:15   | 4.658    |
| 24-02-11 | MKS Muszyna - Rabita Baku                | 0 - 3    | 23:25 | 21:25 | 19:25 |       |     | 63 - 75      | 1h:17   | 1.100    |

### Match 2 - Resultat
| Datum    | Mellan                                   | Resultat | Set   | Set   | Set   | Set   | Set   | Poäng totalt | Speltid | Åskådare |
| Datum    | Mellan                                   | Resultat | 1     | 2     | 3     | 4     | 5     | Poäng totalt | Speltid | Åskådare |
| -------- | ---------------------------------------- | -------- | ----- | ----- | ----- | ----- | ----- | ------------ | ------- | -------- |
| 03-03-11 | Robursport Volley Pesaro - Voléro Zürich | 3 - 2    | 25:27 | 25:18 | 25:23 | 21:25 | 15:11 | 111 - 104    | 2h:07   | 1.300    |
| 03-03-11 | Vakıfbank GS - Eczacıbaşı SK             | 3 - 2    | 21:25 | 22:25 | 25:23 | 25:10 | 15:13 | 108 - 96     | 1h:55   | 5.250    |
| 03-03-11 | Rabita Baku - MKS Muszyna                | 3 - 0    | 25:20 | 25:19 | 25:19 |       |       | 75 - 58      | 1h:09   | 2.700    |

### Kvalificerade lag
- Rabita Baku
- Fenerbahçe SK[5]
- Vakıfbank GS
- Robursport Volley Pesaro

## Finalspelet
Finalspelet skedde i Istanbul ( Turkiet) och matcherna spelades i Burhan Felek Spor Salonu. Semifinalerna spelades lördagen den 19 mars, medan final och match om tredjepris spelades söndagen den 20 mars.
|  | Semifinaler              | Semifinaler |             |              | Final                    | Final               |  |
|  |                          |             |             |              |                          |                     |  |
|  | Fenerbahçe SK            | 2           |             |              |                          |                     |  |
|  | Fenerbahçe SK            | 2           |             |              |                          |                     |  |
|  | Vakıfbank GS             | 3           |             |              |                          |                     |  |
|  | Vakıfbank GS             | 3           |             | Vakıfbank GS | 3                        |                     |  |
|  |                          |             |             | Vakıfbank GS | 3                        |                     |  |
|  |                          |             | Rabita Baku | 0            |                          |                     |  |
|  | Rabita Baku              | 3           | Rabita Baku | 0            |                          |                     |  |
|  | Rabita Baku              | 3           |             |              |                          |                     |  |
|  | Robursport Volley Pesaro | 1           |             |              | Match om tredjepris      | Match om tredjepris |  |
|  | Robursport Volley Pesaro | 1           |             |              |                          |                     |  |
|  |                          |             |             |              |                          |                     |  |
|  |                          |             |             |              | Fenerbahçe SK            | 3                   |  |
|  |                          |             |             |              | Fenerbahçe SK            | 3                   |  |
|  |                          |             |             |              | Robursport Volley Pesaro | 1                   |  |

### Resultat
| Datum    | Mellan                                   | Resultat | Set   | Set   | Set   | Set   | Set   | Poäng totalt | Speltid | Åskådare |
| Datum    | Mellan                                   | Resultat | 1     | 2     | 3     | 4     | 5     | Poäng totalt | Speltid | Åskådare |
| -------- | ---------------------------------------- | -------- | ----- | ----- | ----- | ----- | ----- | ------------ | ------- | -------- |
| 19-03-11 | Fenerbahçe SK - Vakıfbank GS             | 2 - 3    | 25:19 | 21:25 | 25:21 | 19:25 | 11:15 | 101 - 105    | 2h:05   | 6.       |
| 19-03-11 | Rabita Baku - Robursport Volley Pesaro   | 3 - 1    | 25:23 | 25:16 | 13:25 | 25:14 |       | 88 - 78      | 1h:36   | 4.000    |
| 20-03-11 | Fenerbahçe SK - Robursport Volley Pesaro | 3 - 1    | 12:25 | 25:21 | 25:21 | 25:21 |       | 87 - 88      | 1h:37   | 5.000    |
| 20-03-11 | Vakıfbank GS - Rabita Baku               | 3 - 0    | 25:13 | 25:20 | 25:18 |       |       | 75 - 51      | 1h:16   | 6.800    |

## Individuella utmärkelser
| Utmärkelse              | Namn              | Lag                      |
| ----------------------- | ----------------- | ------------------------ |
| Mest värdefulla spelare | Małgorzata Glinka | Vakıfbank GS             |
| Bästa poängvinnare      | Jelena Nikolić    | Vakıfbank GS             |
| Bästa anfallare         | Manon Flier       | Robursport Volley Pesaro |
| Bästa blockare          | Maja Poljak       | Vakıfbank GS             |
| Bästa servare           | Natalya Mammadova | Rabita Baku              |
| Bästa passare           | Özge Kırdar       | Vakıfbank GS             |
| Bästa mottagare         | Gözde Kırdar      | Vakıfbank GS             |
| Bästa libero            | Gizem Güreşen     | Vakıfbank GS             |